# Roberto Darvin
Roberto Darwin Barrientos Coppola (Montevideo, 28 de enero de 1942 - 21 de febrero de 2024), conocido como Roberto Darvin, fue un guitarrista y cantautor uruguayo.

## Biografía
En  1970 participó en el Primer Festival Mundial de la Canción Latina en México.  Allí agotó una serie de presentaciones y se presentó en algunas universidades de California.  
Regresó a Uruguay en 1973 pero la difícil situación política lo motivó a viajar a Madrid donde se quedó por 3 años. Por esa época, su trabajo se enmarcaba en el contexto de la nueva canción latinoamericana. En 1974 viajó a República Dominicana como invitado al festival Siete Días con el Pueblo. En Alemania fundó el grupo de fusión Arrabal con músicos alemanes, españoles y ecuatorianos.
En sus últimas producciones se nota un interés en la música folclórica de Uruguay, creando nuevas formas de expresión para la guitarra con ritmos como el candombe y la milonga. Entre sus canciones más populares se encuentra Soy latinoamericano. Sus canciones han sido interpretadas por Celia Cruz, Adriana Varela, María Dolores Pradera y Jaime Roos, entre otros intérpretes.
Falleció en Montevideo el 21 de febrero de 2024.

## Discografía
- Roberto Darvin y su onda (Caytronics CYS 1250. 1971)
- Experiencias (Gamma. 1973)
- Caminos (Gamma. 1974)
- Ayer me dijeron negro (Qualiton SQH-2020. 1976)
- Roberto Darvin (Fono Música 210020)
- Ahora si (con Jorge Trasante. Orfeo 90887. 1987)
- No me manden flores (1987)
- Gracias (Orfeo CDO 107-2. 1996)
- Cantor de aquí (Perro Andaluz. 2002)
- Vamos bien (Ayuí / Tacuabé ae346cd. 2009)